# Battenberg (Eder)
Battenberg (Eder) è una città tedesca di 5 500 abitanti, situata nel Land dell'Assia.

## Amministrazione

### Gemellaggi
Battenberg è gemellata con:
- Senonches, dal 1977
- Romsey, dal 1984

La città di Battenberg cura un patronato sui profughi di Obergeorgenthal (dal 1951) e Oberleutensdorf (dal 1982); ha relazioni amichevoli con Battenberg (Pfalz) e Loon op Zand.